# Čemšeniška planina
Čemšeniška ali tudi Velika planina je raztegnjena planina nad Čemšenikom v predalpskem hribovju Zasavja. Njen najvišji del, Črni vrh, leži na 1205 m nadmorske višine. Čemšeniška planina je na severnem pobočju poraščena z gozdom, na južni strani pa delno travnata.
V bližini njene tretje najvišje točke, razglednega Tolstega vrha (1170 m), je planinska postojanka Golobov dom, priljubljena izletniška točka. Do doma je iz Razborja speljana tovorna žičnica.